# Félicie de Hauteville
Félicie de Hauteville, également appelée Félicie de Sicile ou Félicie de Hongrie ou Busilla, née vers 1078 et morte vers 1102, est une reine consort de Hongrie. 

## Biographie
Elle est la fille aînée du comte Roger Ier de Sicile et de sa deuxième épouse, Éremburge de Mortain. 
Coloman, roi de Hongrie, envoie des hommes à la cour de Sicile pour proposer un mariage en 1096, mais le comte de Sicile considère les envoyés comme insuffisamment illustres et refuse l'offre. Une deuxième mission, dirigée par Mgr Hartvik, ouvre de nouvelles négociations. Une troisième mission, dirigée par le duc Álmos, frère cadet du roi, conclut l'alliance. Félicie se rend en Hongrie, où elle se marie avec le roi Coloman vers 1097. 
Elle s'installe en Hongrie avec quelques courtisans siciliens, notamment les ancêtres de la famille Rátót.   

### Mariages et enfants
# c. 1097: Coloman de Hongrie (c. 1070 - 3 février 1116) 
- Sophia (avant 1101 - ?), Épouse d'un noble hongrois ;
- Étienne II de Hongrie (1101 - 1er mars 1131) ;
- Ladislaus (?).

## Sources
- Soltész, István: Árpád-házi királynék (Gabo, 1999).
- Kristó, Gyula - Makk, Ferenc: Azárpád-ház uralkodói (IPC Könyvek, 1996).